# ریخولاهراپور
ریخولاهراپور (به لاتین: Reykhólahreppur) یک منطقهٔ مسکونی در ایسلند است که در وست‌فیردیر واقع شده‌است. ریخولاهراپور ۱٬۰۹۰ کیلومتر مربع مساحت و ۲۷۱ نفر جمعیت دارد.